# Mesbrecourt-Richecourt
Mesbrecourt-Richecourt település Franciaországban, Aisne megyében. Lakosainak száma 318 fő (2022. január 1.). Mesbrecourt-Richecourt Assis-sur-Serre, La Ferté-Chevresis, Montigny-sur-Crécy, Nouvion-et-Catillon és Remies községekkel határos.

## Népesség
A település népességének változása:
| Lakosok száma | 363  | 348  | 354  | 289  | 300  | 303  | 305  | 312  | 316  | 318  |
|               | 1968 | 1982 | 1990 | 2006 | 2013 | 2015 | 2017 | 2019 | 2020 | 2022 |